# Orís
Orís és un municipi de la comarca d'Osona, amb capital a Can Branques. Està situat al centre de la regió de l'Alt Ter. Ocupa el sector septentrional de la Plana i de la comarca d'Osona, puix que termeneja amb Sant Quirze de Besora des del puig dels Tres Batlles al coll de les Gargantes, sobre la vall de Bosquetell.

## Geografia
- Llista de topònims d'Orís (Orografia: muntanyes, serres, collades, indrets..; hidrografia: rius, fonts...; edificis: cases, masies, esglésies, etc).

## Ubicació
Orís, amb el seu castell, de silueta inconfusible, és el sentinella del nord de la Plana de Vic i estén la seva demarcació a banda i banda del riu, pel fet d'haver absorbit l'antic terme i batllia de Saderra, el 1840: La vall del Ter i la carretera de Barcelona a Puigcerdà formen l'eix del municipi, on es condensa especialment la seva població, que no compta amb cap nucli important, fora de les colònies fabrils de la Mambla i del Pelut.
El centre històric del terme es troba en el castell i la parròquia de Sant Genís d'Orís, el primer dalt d'un turó de parets retallades, de 751 m d'altitud, i la segona als seus peus, a 703 m, en un collet entre el castell i el puig Colomer. Aquest dista uns tres quilòmetres del petit nucli de Can Branques, al peu de l'antic traçat de la carretera de Barcelona a Puigcerdà, on hi ha el centre administratiu del municipi.

## El poble
El poble d'Orís, de població disseminada, és centrat per l'església, la rectoria i un parell de cases. A pocs metres sota l'església i el cementiri hi ha el gran mas de la Coma, un casal quadrat o de quatre vents, existent ja el segle xiii, que és un dels masos més importants del terme. La rectoria, construïda en bona part de la tàpia, ha estat del tot renovada des del 1970 amb pedres nobles, fogons i aigüeres, finestrals i antics armaris del mas Serinyà, una antiga vila rural documentada des del 952, que es troba al peu de la cinglera de Sant Salvador de Bellver o d'Orís, vers la part de ponent del municipi. Es va convertir en l'hostal-restaurant molt freqüentat. Els voltants de la rectoria han estat enjardinats, i a prop s'hi va instal·lar una exposició i venda de gossos, que també és un espectacle pels visitants.

## Els masos
El terme del castell comprenia inicialment les parròquies actuals de Sant Genís d'Orís i Sant Esteve de Vinyoles, però aquesta darrera va unir-se a la demarcació de Voltregà abans del 1250, i només restà subjecta a Orís la demarcació de Sant Genís, inferior, per tant, al municipi actual, que comprèn també Saderra. El 1553 el terme d'Orís comprenia només els masos de la Coma, el Martí, Serinanell, el Campàs, les Feixes, Serinyà, el Reixac, La Portella, Angelats, les Planes, la Mambla, Comerma, l'Anglada, el Callís, Ribes, la Font, Ribelles i l'Hostal, tots encara existents. El cens parroquial passà a 33 masos el 1687 i a 41 famílies i 320 habitants el 1782.
La majoria dels antics masos guarden els vells casals, testimonis de la persistència i la riquesa dels seus propietaris. Ja s'ha esmentat la Coma i el mas Serinyà, desfet l'últim terç del segle xx i transformat en una explotació agropecuària, sense gens de respecte per les pedres centenàries. Del mas del Callís, situat a la vall del Ter, descendia Jaume Callís (1370-1434), comentador i traductor dels Usatges i d'altres treballs importants, considerat el jurista català més important del segle xv. També fou important el mas de la Mambla, també a la vall del Ter i a tocar de la carretera de Barcelona a Puigcerdà, origen del llinatge Mambla, fusionat amb els dels Calbet, de ciutadans honrats. Té prop seu la capella de la Mare de Déu de Gràcia, existent ja el 1585 i ampliada i convertida en ajuda parroquial d'Orís, amb cementiri propi, el 1878.
Prop de la Mambla fou construïda, a la fi del segle xix, una fàbrica i colònia tèxtil, dita per tèxtil això la Mambla, i més tard una fàbrica de carburs, l'Electro Industrial de Carburs, amb una població d'uns 200 habitants. Una segona fàbrica i colònia tèxtil d'Orís és la del Pelut, o Indústria Imbern SA, situada als plans del Callís. S'originà com a adoberia el 1859, i es transformà en filatura poc abans del 1880. El 1889 sofrí un incendi total, però es va refer tot seguit. Comptà amb una colònia de treballadors d'unes 125 persones fins a la crisi del tèxtil.

## Saderra
El sector de Saderra, situat a l'esquerra del Ter, s'estén des del riu en direcció a la muntanya de Bellmunt. Comprèn el terreny emboscat de la baga de l'Illa fins al coll de les Gargantes, la vall del torrent de Saderra i la planura situada prop del riu, on hi ha les seves masies més importants. Es comunica amb la carretera de Barcelona Puigcerdà per un camí comunal que travessa el Ter per un petit pont, passat l'Hostal de Bajalou. Fou un terme independent fins a l'any 1840, quan es fusionà amb el municipi d'Orís. Consta com a batllia pròpia des de l'any 1553, quan comptava amb sis famílies o masos. L'any 1686 en tenia 12, i 17 l'any 1840.
Al puig Castelló, al nord-est de la casa de Saderra, el 1958 fou descobert i excavat un petit dolmen o tomba de lloses, que dona alguna escassa resta neolítica.
La història de Saderra és un xic confusa en els seus orígens. La vall de Saderra és coneguda des del 930, com a sotmesa al castell de Torelló, però des del segle xii consta sota la protecció o tutela dels senyors de Besora. Alguns documents fan esment del 'castell de Saderra, i fins es creu que hi corresponen algunes ruïnes situades davant l'església de Sant Marcel, però aquest no gaudí mai d'autonomia pròpia. Des del segle xiv, la parròquia o batllia de Saderra va romandre sota la jurisdicció criminal dels barons i més tard marquesos de Besora i sota la jurisdicció civil dels hereus del mas Saderra, que la compraren al rei vers l'any 1350, segons consta en les escriptures del mas.
Els masos de més prestigi del terme són el mas Saderra, situat prop de l'església, un gran casal senyorial amb tota l'esplendor de les velles masies propietàries, amb grans sales, vell mobiliari, retrats i documentació, i el mas de L'Espona, emplaçat en una recolzada del Ter, sota l'espadat del Purgatori. El mas de Saderra i la vila rural de Saderra són esmentats des del 945, i l'Espona ho és des del 997. Els Espona ampliaren molt el seu patrimoni i reedificaren el seu casal, acompanyat d'una capella, dedicada a la Mare de Déu del Roser, el segle xviii. Els Espona es cognominaren Esteve des de mitjan segle xviii, i poc després Barnola, per un nou casament d'una pubilla. Pertanyien a la categoria de ciutadans honrats.

## Dita sobre els masos populars
La paremiologia popular sobre els masos més importants de Catalunya, que comença:
| « | <Si voleu saber qui són, els més rics d'aquesta terra. el Noguer de Segueró, el Sobirà de Santa Creu o el Vilar de Sant Boi, ...i l'Espona de Saderra.> | » |

 és a dir, que malgrat per raó de mètrica, sempre ha estat considerat com un dels masos més rics i més importants de Catalunya.

## Edificis importants d'Orís
El castell d'Orís, tot i el seu escalabrament, és encara un dels més visitats i coneguts de la comarca. La panoràmica que es veu des del castell justifica el petit esforç de l'ascensió. Des de dalt es domina una bona part de la vall del Ter i els castells de Torelló, Besora i sa Reganyada, que eren els tres altres sentinelles de l'entrada septentrional de la Plana de Vic.
L'església parroquial de Sant Genís d'Orís fou construïda entre 1791 i el 1799 a l'indret actual, bé que, per culpa de la invasió francesa, les obres no es van enllestir fins al 1821. És una església de tipus barroc neoclassicista, típica de la manera de construir dels Morató de Vic. Té una nau, amb capelles laterals i cimbori, i un esvelt campanar, que fou construït a partir de 1814. El 1936 va perdre tots els antics retaules i imatges, llevat de la imatge gòtica de Santa Maria de Gràcia, amagada a temps, a la qual mossèn Cinto dedicà uns goigs. És una petita talla d'alabastre del segle xiv que es venera en un altar lateral, a la dreta de l'entrada. Aquesta església en va substituir una d'anterior, documentada des del 943, que es trobava en el puig o serradet que s'aixeca darrere Can Marçal, al peu del castell. Ara només en resta un petit mur i restes del mur de contenció del planell on es trobava, puix que les seves pedres foren aprofitades per a la construcció d'edificacions posteriors de l'església i la rectoria.
L'església de Sant Marcel de Saderra, centre de la parròquia, es troba en un petit serradet, a 620 m d'altitud, sobre els masos del Soler i Saderra. Ja existia l'any 949, però l'església primitiva fou reedificada entre els anys 1054 i 1064. Avui dia subsisteix tota la nau, amb dos torals interns de reforçament de l'església romànica, però té l'absis mutilat i una espècie d'antic atri o segona nau a la part del migdia. Es troba totalment arrebossada i desfigurada. La seva demarcació, totalment rural, s'ha vist molt despoblada els darrers temps: el 2011 comptava només amb 52 habitants.
| Entitat de població | Habitants (2023) |
| Can Branques        | 209              |
| Sant Genís d'Orís   | 64               |
| Saderra             | 54               |
| la Mambla d'Orís    | 15               |
| la Colònia Imbern   | 13               |
| Font: Idescat       |                  |

## Llocs d'interès
- Castell d'Orís
- Llinatge Orís
- Senyoria, baronia (des del 1396), després marquesat d'Orís (des de l'1 d'agost de 1708; rehabilitat el 1915)

## Demografia
| 1497 f | 1515 f | 1553 f | 1717 | 1787 | 1857 | 1877 | 1887 | 1900 | 1910 |
| ------ | ------ | ------ | ---- | ---- | ---- | ---- | ---- | ---- | ---- |
| 27     | 32     | 27     | 334  | 405  | 687  | 749  | 501  | 859  | 828  |

| 1920  | 1930 | 1940 | 1950 | 1960 | 1970 | 1981 | 1990 | 1992 | 1994 |
| ----- | ---- | ---- | ---- | ---- | ---- | ---- | ---- | ---- | ---- |
| 1.038 | 865  | 680  | 655  | 758  | 590  | 267  | 223  | 229  | 229  |

| 1996 | 1998 | 2000 | 2002 | 2004 | 2006 | 2008 | 2010 | 2012 | 2014 |
| ---- | ---- | ---- | ---- | ---- | ---- | ---- | ---- | ---- | ---- |
| 230  | 237  | 226  | 236  | 252  | 284  | 301  | 296  | 294  | 303  |

| 2016 | 2018 | 2020 | 2022 | 2024 | 2026 | 2028 | 2030 | 2032 | 2034 |
| ---- | ---- | ---- | ---- | ---- | ---- | ---- | ---- | ---- | ---- |
| -    | 310  | 322  | 347  | 350  | -    | -    | -    | -    | -    |